# دانشگاه گاکوشوئین

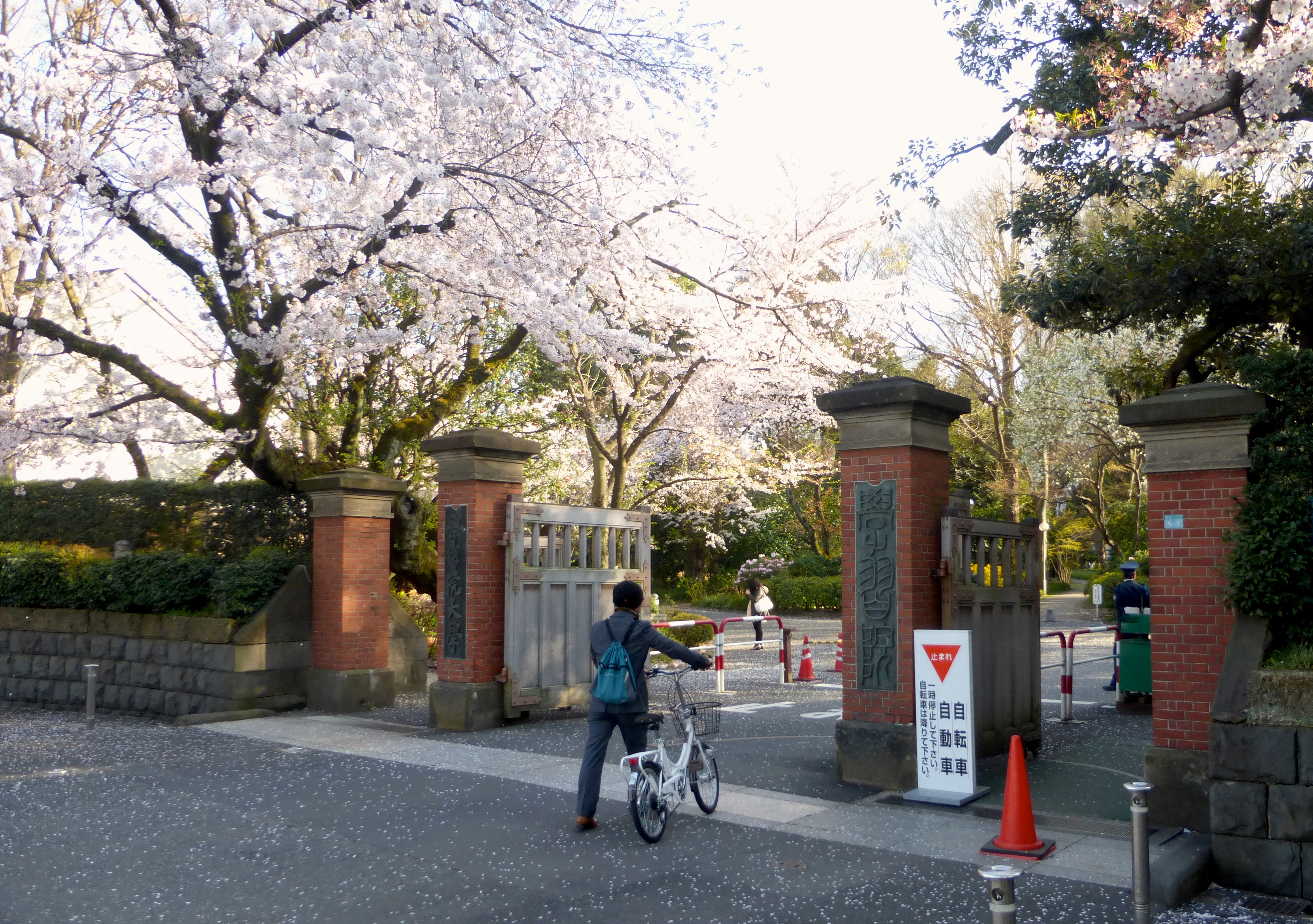
دروازه اصلی، آوریل ۲۰۱۵

دانشگاه گاکوشوئین (به انگلیسی: Gakushūin University) یک دانشگاه خصوصی در Mejiro توشیما-کو، توکیو است. پس از جنگ جهانی دوم مجدداً به عنوان یکی از شرکتهای وابسته مدرسه Gakushūin تأسیس شد. این دانشگاه در دوره میجی پذیرای بسیاری از فرزندان اشراف‌زادگان بود و هنوز هم یکی از معتبرترین دانشگاه‌های ژاپن است که بیشتر اعضای خانواده سلطنتی فعلی را در میان دانشجویان سابق یا فعلی خود دارد.